# أرفيد فوكس
أرفيد فوكس (بالألمانية: Arved Fuchs) (و. 1953  م) هو مستكشف، ومؤلف، وكاتب ألماني، ولد في باد برامشتيت.

## جوائز
حصل على جوائز منها:
- جائزة المنافسة العامة  [لغات أخرى]‏ (1946)
- قائد الفنون والآداب

## وصلات خارجية
- أرفيد فوكس على موقع IMDb (الإنجليزية)
- أرفيد فوكس على موقع مونزينجر (الألمانية)
- أرفيد فوكس في قاعدة بيانات الأفلام على الإنترنت